# Regéci vár
A regéci vár egy 1300 körül épült vár a Zempléni-hegység középső részén. I. Lipót császár rendelete értelmében Caprara generális 1686-ban leromboltatta, azt követően évszázadokon keresztül csak a romjai álltak. Helyreállítása az 1990-es évek végén indult meg, azóta már félig helyreállított állapotban látható.

## Elhelyezkedése
A romterület Regéc és Mogyoróska határvonala közelében, de szinte teljes egészében Mogyoróska község határai között helyezkedik el, utóbbihoz fizikailag is közelebb, egy 639 méteres magaslaton. (A várhegy Mogyoróska központjától légvonalban alig több mint 1, Regécétől nagyjából 1,5 kilométerre emelkedik.)
Megközelítése mindkét község felől körülbelül azonos hosszúságú, 2,5-3 kilométeres túrával lehetséges, és mindkét útvonal egy része letudható gépjárművel is, Regécről. Az autóval érkezők számára azonban a regéci megközelítés lényegesen egyszerűbb, indokolt esetben akár teljesen a várig, közben több lehetőség is nyílik parkolásra. A vár felé letérést Regéc északkeleti elején/végén a 3716-os útról jól látható táblák jelzik.
A vár látogatóközpontját Regéc belterületén építették meg 2015-ben. A látogatóközpontban állandó és időszaki kiállításokat, a vár történetét bemutató animációs filmet nézhetnek meg a látogatók. Akárcsak a várban, itt is helyet kapott ajándékbolt, presszó, és itt egy mini vegyes üzlet is üzemel.

## Történelem

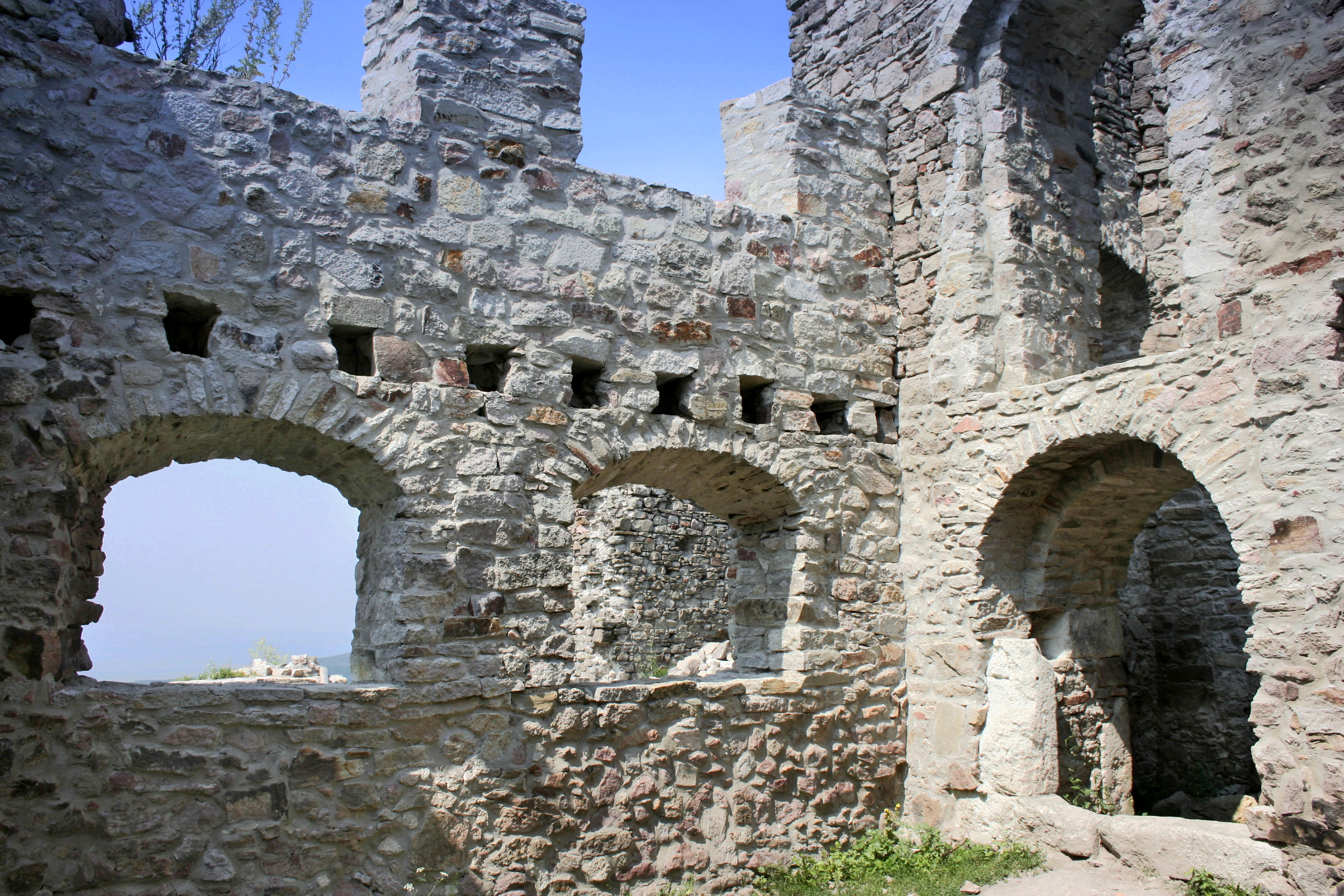
A vár középső szakaszán helyreállított palotafalak, melyek ablakaiból hajdan az ide visszavonuló Zrínyi Ilona is gyakorta kitekinthetett

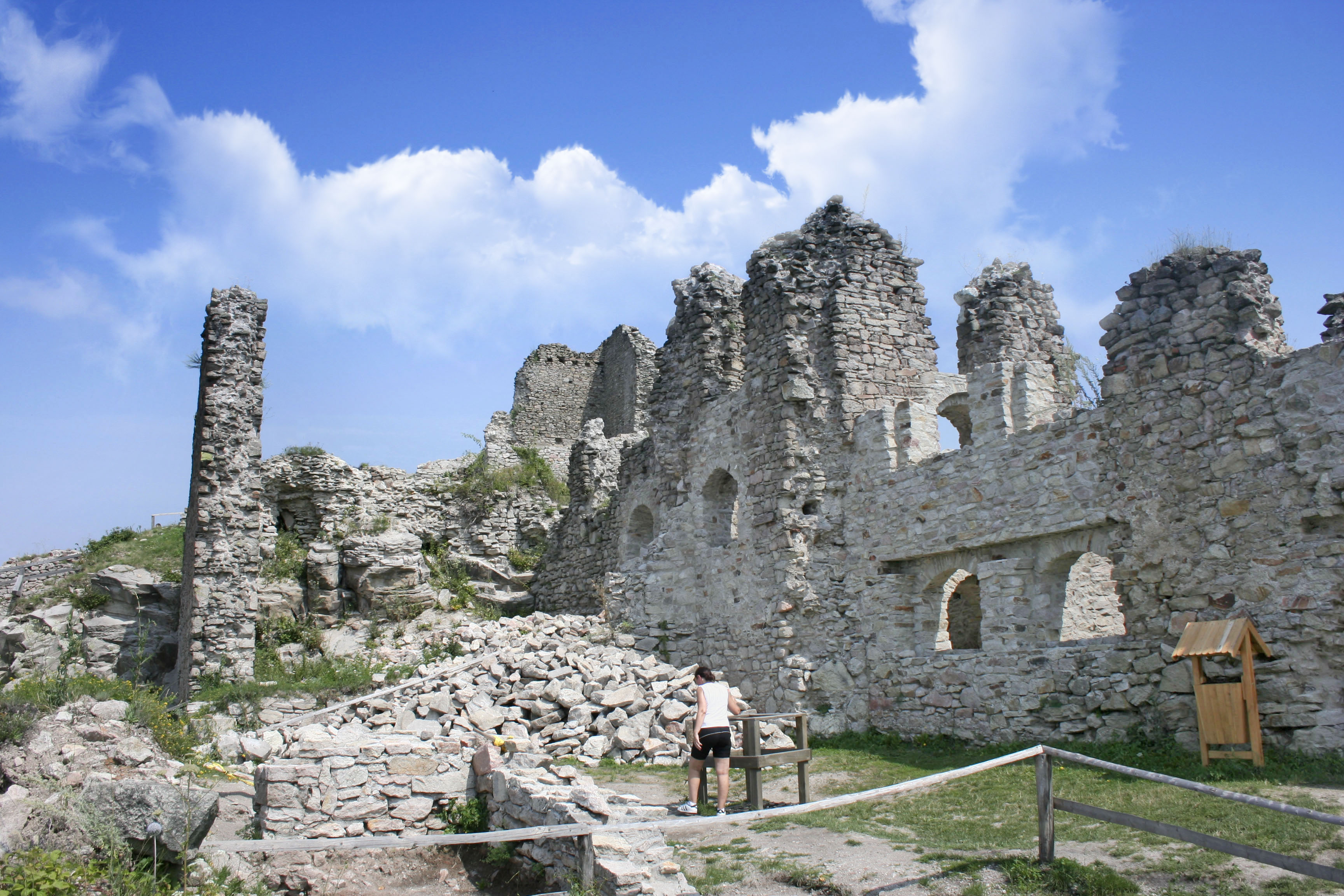
A 24 méter hosszú egykori várudvar falai; előtte, ahol az ember áll, a vár kútja található

### Középkor
Regéc nevét, ami szláv eredetű és szarv, földnyelv a jelentése 1298-ban említik először, megemlékezve arról, hogy a Baksa nemzetségbeli Simon fia György Regéc alatt ütközött meg 1285-ben egy, az úgynevezett második tatárjárás során az országra tört tatárok egyik seregével, azonban valószínű, hogy a csata csak a Regéc nevű hegy alatt zajlott, vár akkor még itt nem állt. Az első biztos adat a vár létére 1307-ből származik, ekkor Aba nembéli Amádé nádor Regécen állított ki egy oklevelet. A várat alighanem az Aba nemzetség tagjai emelték a 13–14. század fordulója körül.
A rozgonyi csata (1312) után a vár rövid ideig Petenye fia Péter birtokába kerül, akitől ostrommal kellett a királynak elfoglalnia 1316-ban. Ettől kezdve hosszú ideig királyi tulajdonban volt. Az 1420-as évek végén Zsigmond király Regécet a török elől Magyarországra menekült szerb fejedelemnek, Lazarevics Istvánnak, majd Brankovics Györgynek adta. 1459-ben már ismét királyi vár volt, de Mátyás már 1464 előtt a Szapolyai-családnak adományozta. Szapolyai János halála után, 1541-ben a Serédyek, 1558-ban Alaghy János és az Alaghy család lett Regéc birtokosa.
1635-ben Eszterházy Miklós, a későbbi nádor szerezte meg, akitől 1644-ben I. Rákóczi György erdélyi fejedelem ostrommal vette el. Ő 1648 őszén hirtelen meghalt, így a regéci vár erődítését és az uradalmi gazdálkodás fejlesztését már nem valósíthatta meg.

### Kuruc idők
I. Rákóczi György unokája I. Rákóczi Ferenc, választott erdélyi fejedelem, az ország egyik leggazdagabb főura 1666 tavaszán feleségül vette Zrínyi Ilonát. A Wesselényi-összeesküvés leleplezése után I. Rákóczi Ferenc anyja, Báthory Zsófia a jezsuiták közreműködésével kegyelmet könyörgött ki fia számára, I. Rákóczi Ferenc életben maradt ugyan, de a császári kegyelemnek nagy ára volt. Négyszázezer forint váltság mellett a Rákóczi várakba császári őrséget kellett fogadni. Zrínyi Ilona aggódva érdeklődött ez után egyik levelében, hogy Regécet nem vették e fel az „elhányandó várak” jegyzékébe. Ekkor nem csak a gazda, de a vár is kegyelmet kapott. 1676. március 27-én megszületett II. Rákóczi Ferenc, a csecsemő még nem volt 4 hónapos, amikor meghalt édesapja, I. Rákóczi Ferenc. Ezt követően Zrínyi Ilona gyermekei gyámjának jelentette ki magát, átvette az örökös főispáni méltósággal járó teendőket. 1677-ben érkezett gyermekeivel Regécre, ahol II. Rákóczi Ferenc gyermekkorának első éveit élte. Itt szerezte meg latin tudásának alapjait, itt ismerkedett hazája történelmével. Időközben Zrínyi Ilona érdeklődését felkeltette a bujdosó kurucok vezére, Thököly Imre, Az érdeklődésből szerelem, majd házasság lett.
Az esküvő után a regéci tárházba vitték Thököly ezüstneműit. 1683 májusában Regécen szervezték a felső-magyarországi hadellátó központot, Szirmay Miklós várkapitány gondoskodott róla, hogy Regéc várának pincéi tele legyenek. Zrínyi Ilona ebben az időben itt élt, irányította a vásárlásokat, a várbéli munkát, készítette a zászlókat a nyári nagy hadjáratra. 1685-ben döntő támadásra készültek a császáriak a kuruc seregek ellen, ezért Thököly élelemmel és hadi néppel szerelte fel Regécet. Nem sokkal ezt követően Thökölyt a váradi pasa elfogatta, a kurucok a török ellen küzdő csapatok soraiba álltak, így 1685. november 5-én Regéc kuruc őrsége is kaput nyitott, azzal a feltétellel, hogy a császáriak oda nem vonulnak be. Nem így történt, Caprara generális a császári rendelet értelmében a várat 1686-ban leromboltatta. Tőből feldúlatott s kiforgattatott a német által.

### A várrom és az uradalom
Regéc várának hadi jelentősége a Rákóczi-szabadságharc idején már nem volt, az 1701-ben készült jelentés szerint kijavítása aligha lehetséges. A vár ugyan már nem szolgálta az 1703-ban kezdődő szabadságharcot, viszont a regéci uradalom összes javaival annál inkább. A szabadságharcot 1711-ben leverték, ezt követően 1715-ben a Rákóczi javakat elkobozták, így Regéc rövid ideig a kamara kezébe került. 150 000 forint kegyadomány fejében 1720-ban Trautsohn Donát Lipót osztrák herceg tulajdonába kerül a regéci uradalom, aki a birtokkal nem sokat törődött.
Az egykor oly dicső vár elpusztított falaiból származó kövek jelentős részét a környékbeli lakosok – rengeteg más várrom építőanyagához hasonlóan – széthordták saját házaik építéséhez. A Trautsohn család örökös nélkül kihalt, így a regéci uradalom visszaszállt a kamarára, mely 30 évig gazdálkodott rajta.
1806-ban részben csere, részben királyi adomány címén Bretzenheim Ágost Károly osztrák birodalmi herceg lett az új tulajdonos. A herceg haláláig bérlők gazdálkodtak az uradalmon, a vár gazzal benőtt romjait már csak kirándulók látogatták. 1823-ban az ifjabb Bretzenheim saját kézbe vette az uradalom gazdálkodásának irányítását. A regéci előnevet kapott Bretzenheim Ferdinánd 1855-ben meghalt, az uradalmat felesége – Schwarzenberg Karolina – és annak leánytestvérei örökölték. Ismételt öröklések és eladások következtében az uradalom fokozatosan elaprózódott, széthullott. Az egykori uradalmi központ, a regéci vár a Károlyi család tulajdonába került, a gróf utasítására helyeztek el 1936-ban először emléktáblát az északi torony falán. Emléktáblát azóta többször is elhelyeztek a várban, de mára egy sem maradt meg ezekből, köszönhetően a vandáloknak.
1949-ben a várat államosították, ám az osztrák főurakhoz hasonlóan a Magyar Állam sem bizonyult gondos gazdának, hiszen az ezt követő ötven év alatt semmit nem tett a magyar történelem e jelentős műemlékének érdekében. A 20. század második felében leginkább csak bozótirtás folyt a vár területén, legutóbb a 80-as évek második felében, ekkor a Bükki Nemzeti Park és az Északerdő Rt. szervezésében. Az első, részben civil szervezésű, amatőr régésztáborok is ez utóbbi időszakban jelentek meg a vár körül.

### Régészeti feltárás és helyreállítás
1990-től Regéc Község Önkormányzata kezdi gondjaiba venni a település számára fontos, egyfajta kulturális és történelmi örökségnek is tekinthető műemléket. Az első években a gondoskodás kimerült a szemét eltakarításában, bozótirtásban, a látogatók által használt utak javítgatásában. 1998-ban elhatározás született, hogy a mindössze 120 lelkes kis község kezdeményezi a nagy kiterjedésű vár régészeti feltárását és állagmegóvását. Egy év előkészítés után, 1999. július 5-én megkezdődött az első régészeti feltárás Regéc várában, ezzel párhuzamosan kiépült a várat ellátó elektromos hálózat. Még ebben az évben kezdetét vette az úgynevezett várút kiszélesítése, hogy a munkálatokban részt vevő személyek, és a helyreállításhoz szükséges építőanyag szállítása biztosítható legyen, 2000-ben befejeződött az út kiszélesítése, folytatódott a régészeti feltárás, megkezdődött az állagmegóvás a már feltárt területeken (északi bástya, északi torony környezete). Sajnos minden igyekezet ellenére sem sikerült kellő támogatásokat szerezni 2001-ben és 2002-ben, ezért az állagmegóvás, helyreállítás megtorpant, viszont a vár feltárása folyamatosan haladt. 2003 tavaszán mérföldkőnek is tekinthető helyreállítás vette kezdetét, ami az északi bástya visszaépítését jelenti. A 2010-es évek elejére így már egy rendezett várrom állt a hegytetőn.

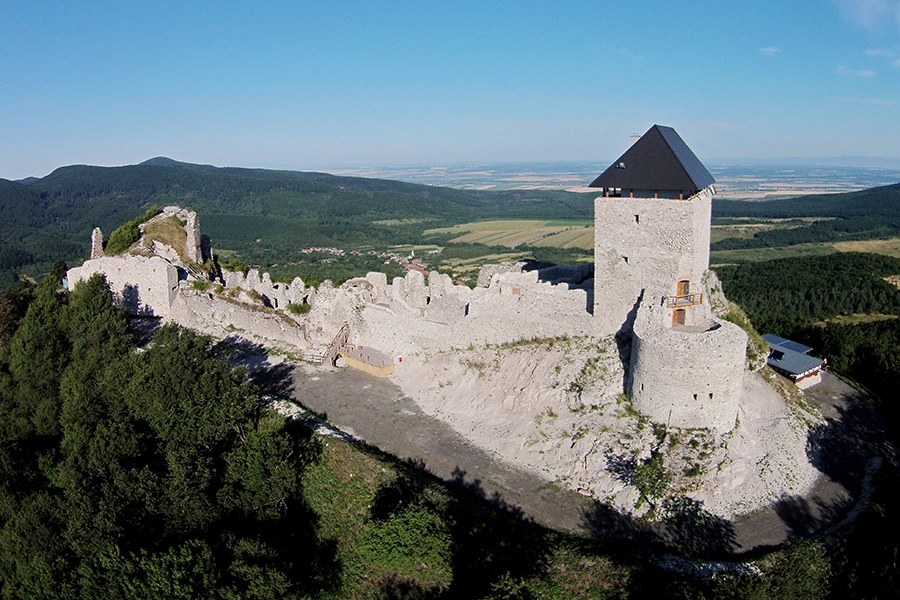
Regéc vára - légi fotó

Az európai uniós pályázatok megnyílásra újabb lehetőséget adott a helyreállításra. Ennek keretében felújították és kiszélesítették a várhoz vezető utat, valamint újjáépült az öregtorony, melyben négy szinten kiállítóteret alakítottak ki. Részben visszaépítették a palotaszárny falait is, az elöregedett falépcsőket és feljárókat kicserélték.
A vár a Nemzeti Várprogram harmadik ütemének helyszíne. Felújítását 2017/2018-tól kezdődően tervezik.

## Az épület
A vár eredetileg a mainál jóval kisebb alapterületű volt: csupán az északi sziklatömböt foglalta el egy torony és a tőle délre eső, íves fallal körülvett udvar, melyen alighanem faépületek álltak. Ezt a kis várat a 15. század végén gyökeresen átalakították, majd a 16. század közepétől jelentős mértékben kibővítették dél felé. Teljes kiépülése csak a 17. században következett be, akkor, amikor birtokosai (Serédyek, Alaghyak, Rákócziak) rezidenciájaként is szolgált. A várban különböző palotaépületek, kápolna, gazdasági építmények és hadászati létesítmények (bástyák) mellett helyet kapott egy különleges, török falcsempékkel (bokályokkal) burkolt fejedelmi fogadószoba is, melynek helyreállított mását Sárospatakon csodálhatjuk meg.

## Turizmus
A vár nyitvatartása havonta változik, az erre vonatkozó információ a www.regec.hu Archiválva 2018. március 1-i dátummal a Wayback Machine-ben honlapon érhető el.

## Az irodalomban
- A vár története ihlette Kassai Balázs A Rákóczi kincseskamra című, 2019-ben megjelent kisregényét.
- Épülő regéci várfalak (vers)

## Képgaléria

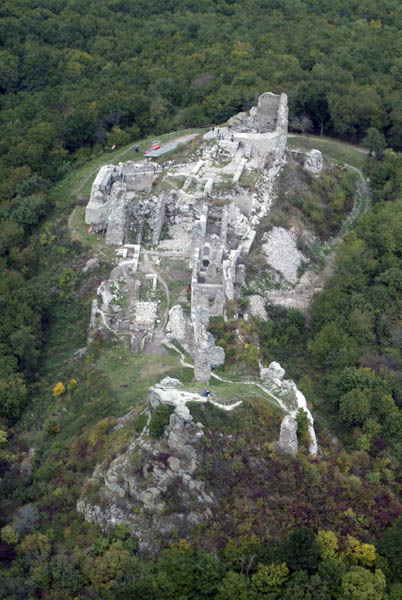
Déli bástyától az északi irányba nézve
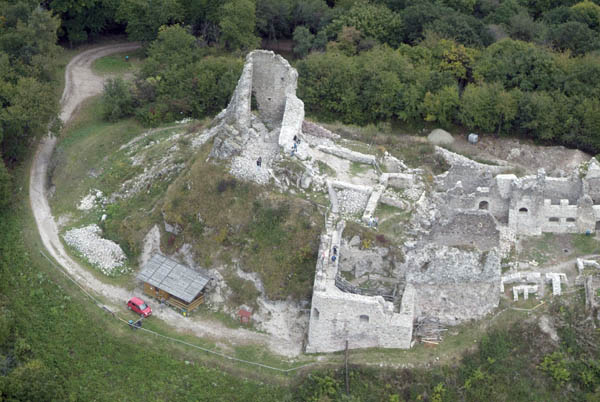
Északi bástya, a jelenlegi bejárattal
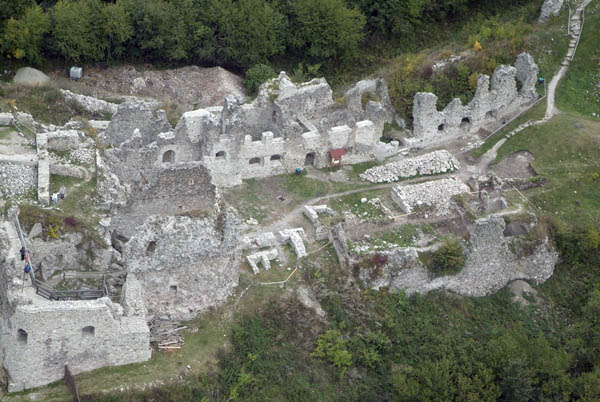
Középső, palota rész
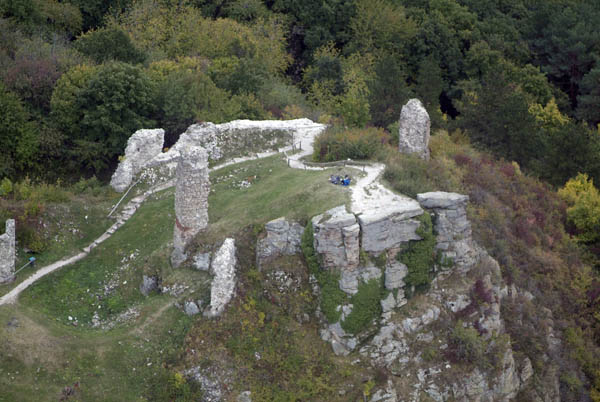
déli bástya
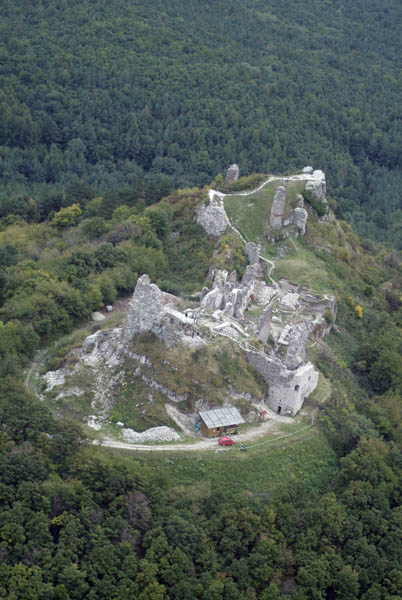
északi bástya
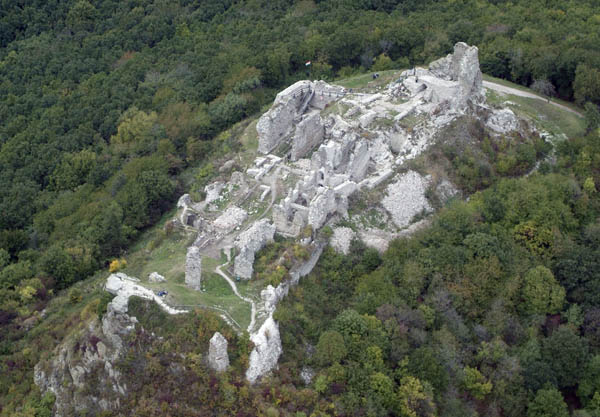
déli bástya felől a középső palota rész, és messzebb az északi bástya
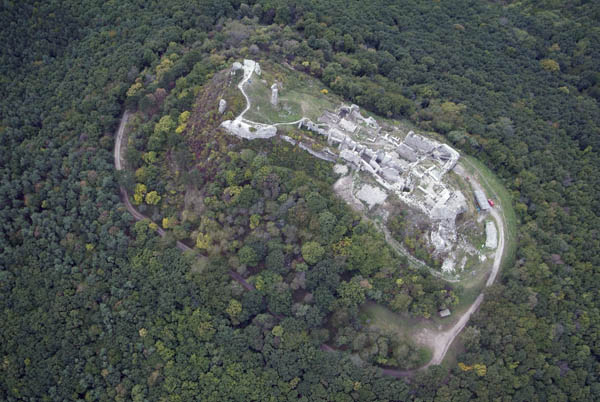
a vár alaprajza, légifotón
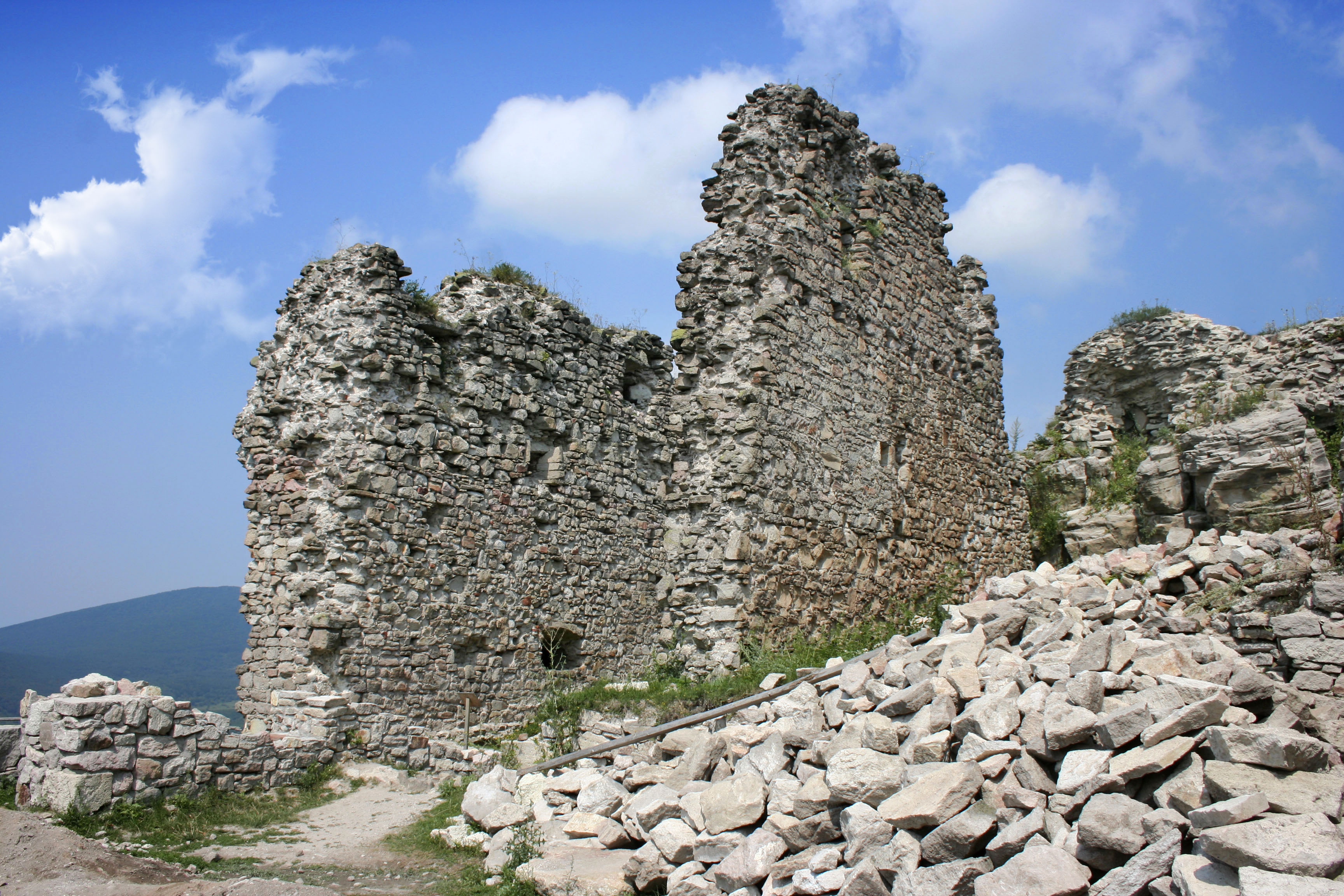
A vár egyik központi épületének főfalai
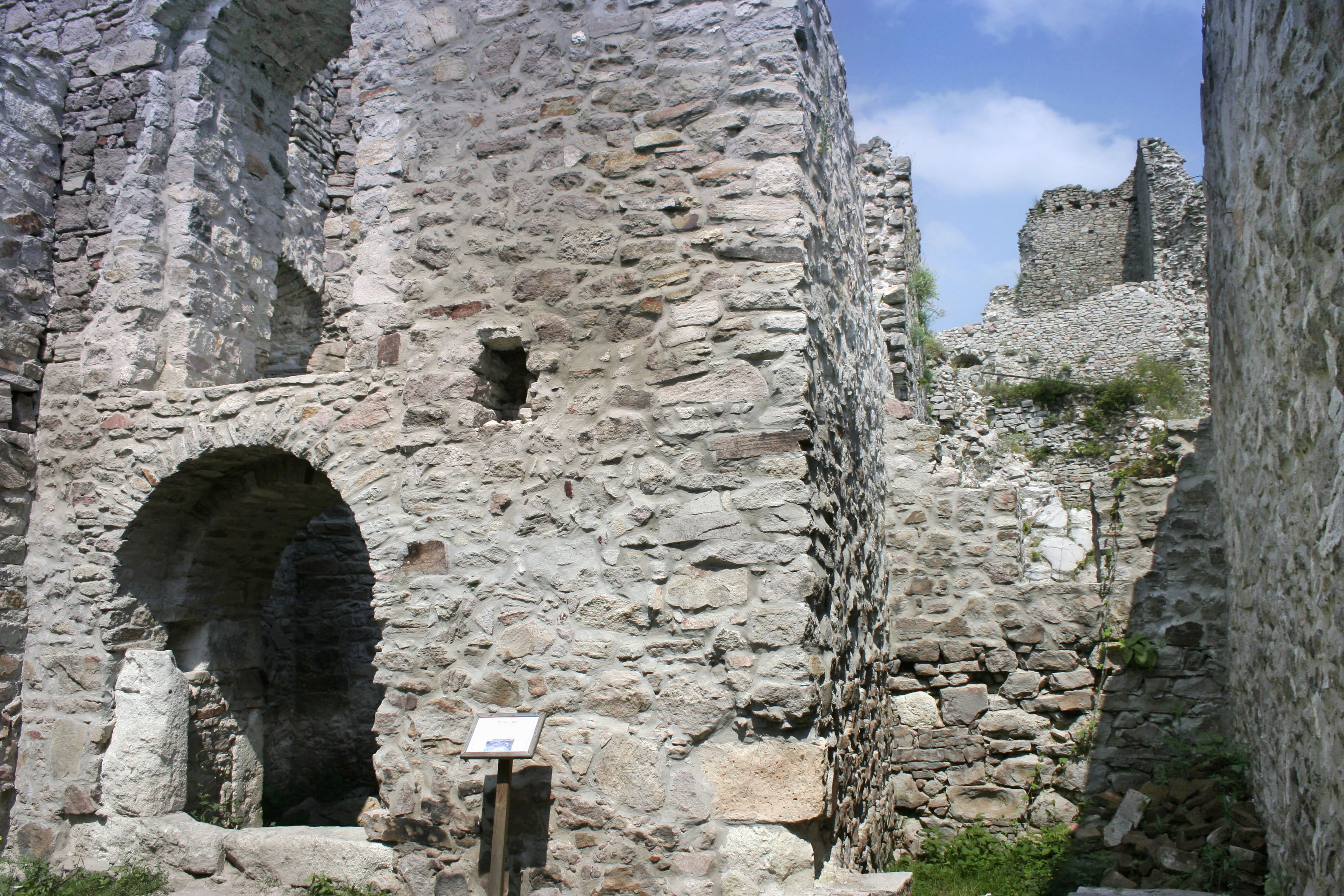
A palota rész udvara
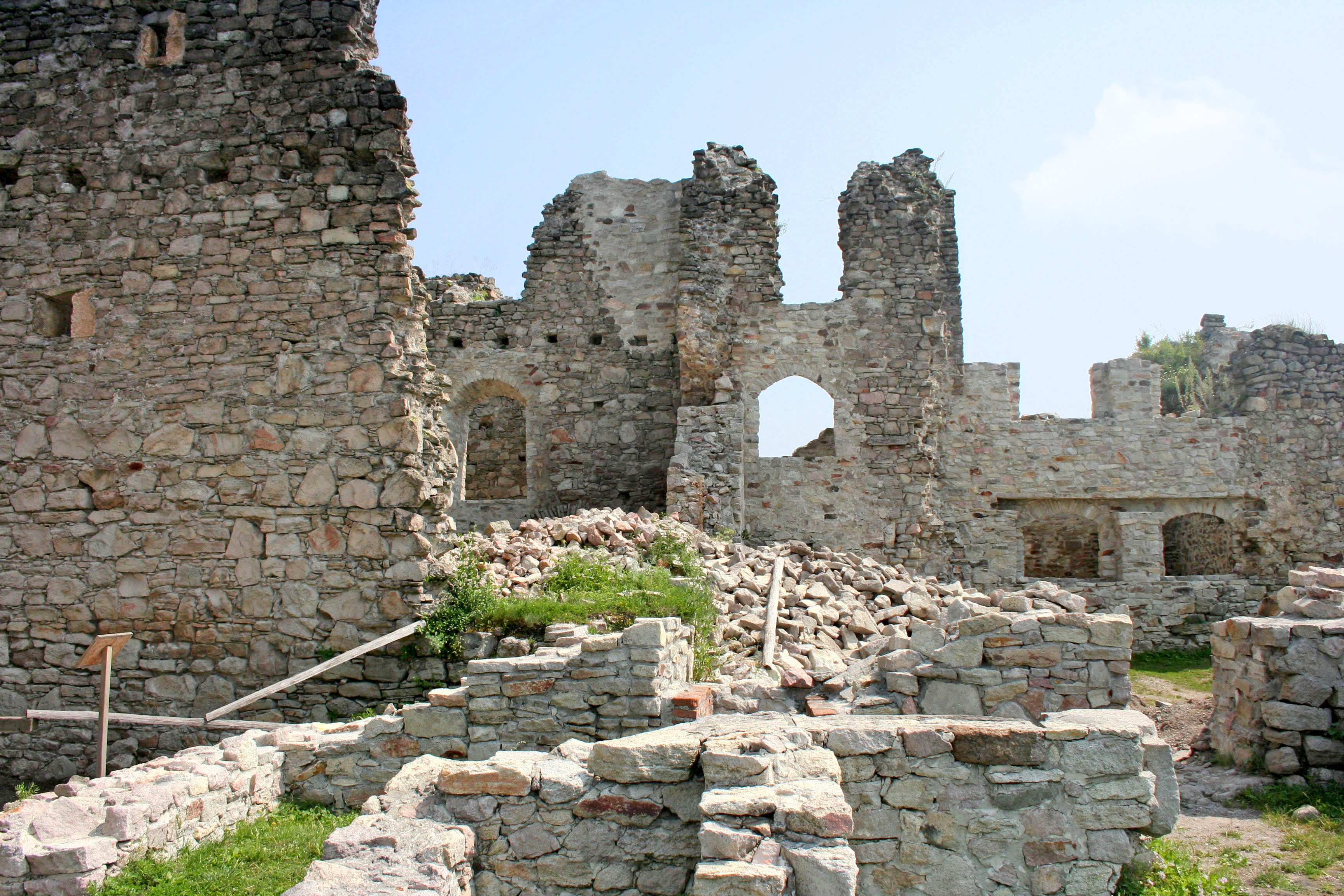
A vár udvar kiszolgáló helységeinek alapjai, háttérben a palota rész falai
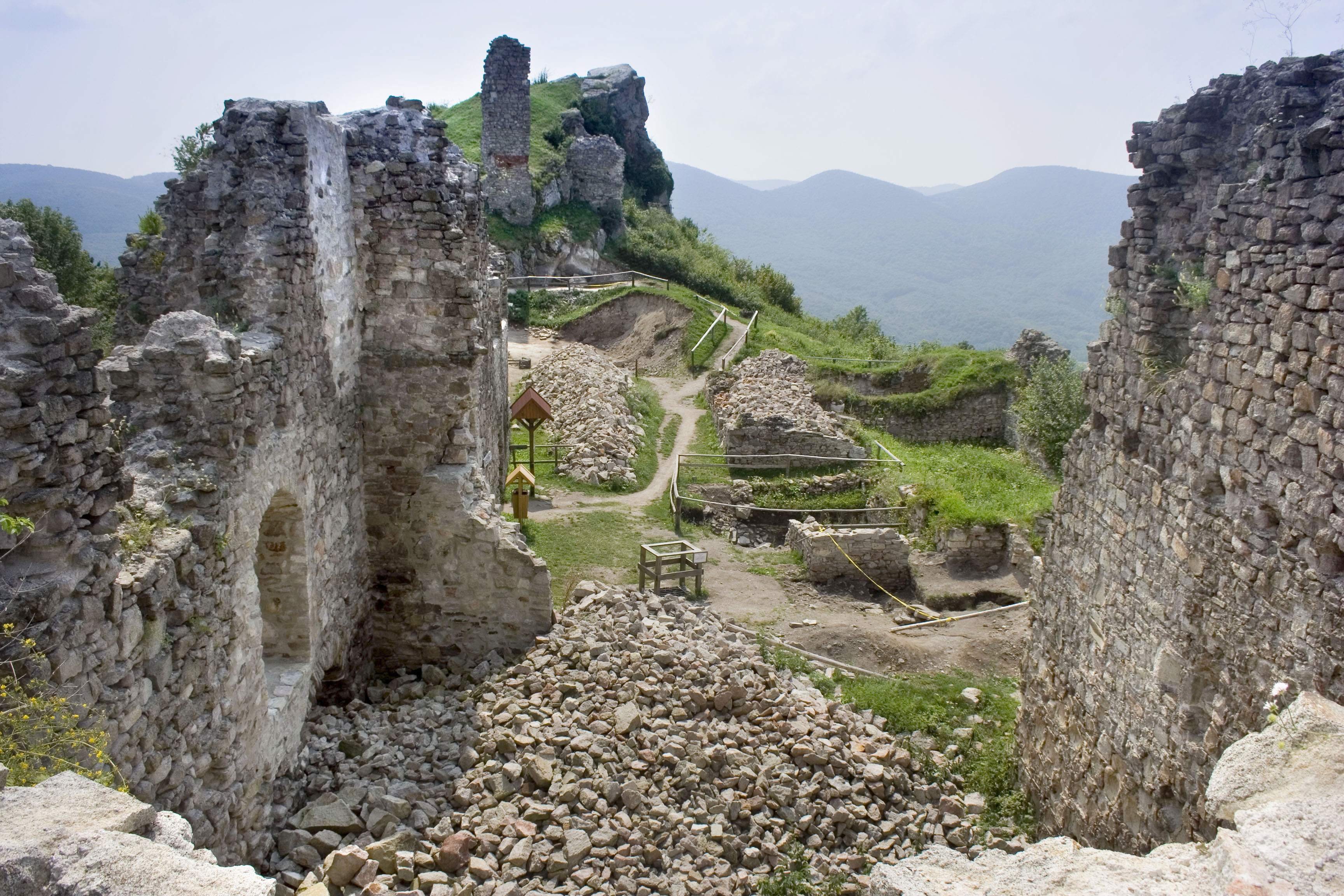
Kilátás az északi torony felől
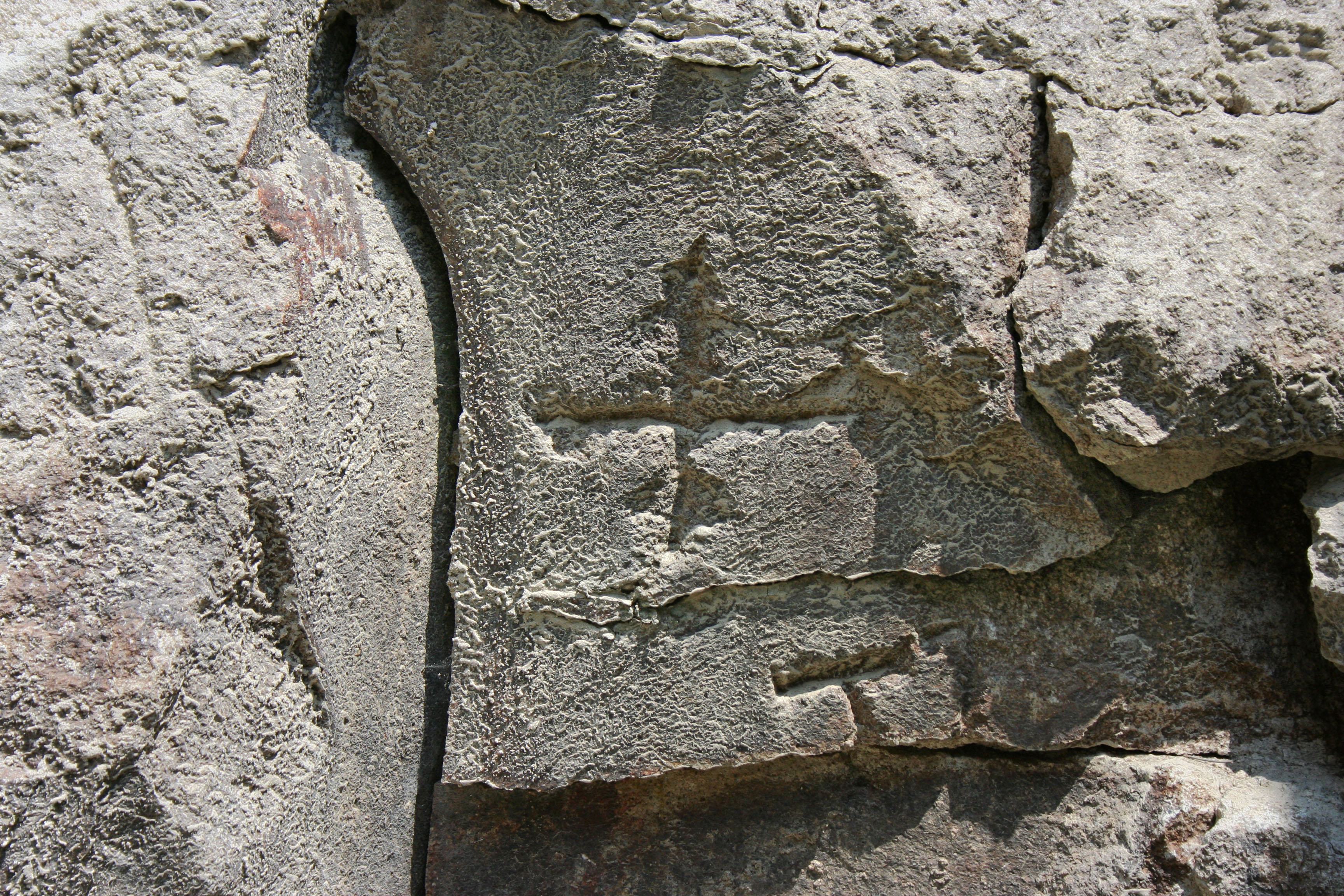
XIV. századi kereszt faragás a palota rész udvarán
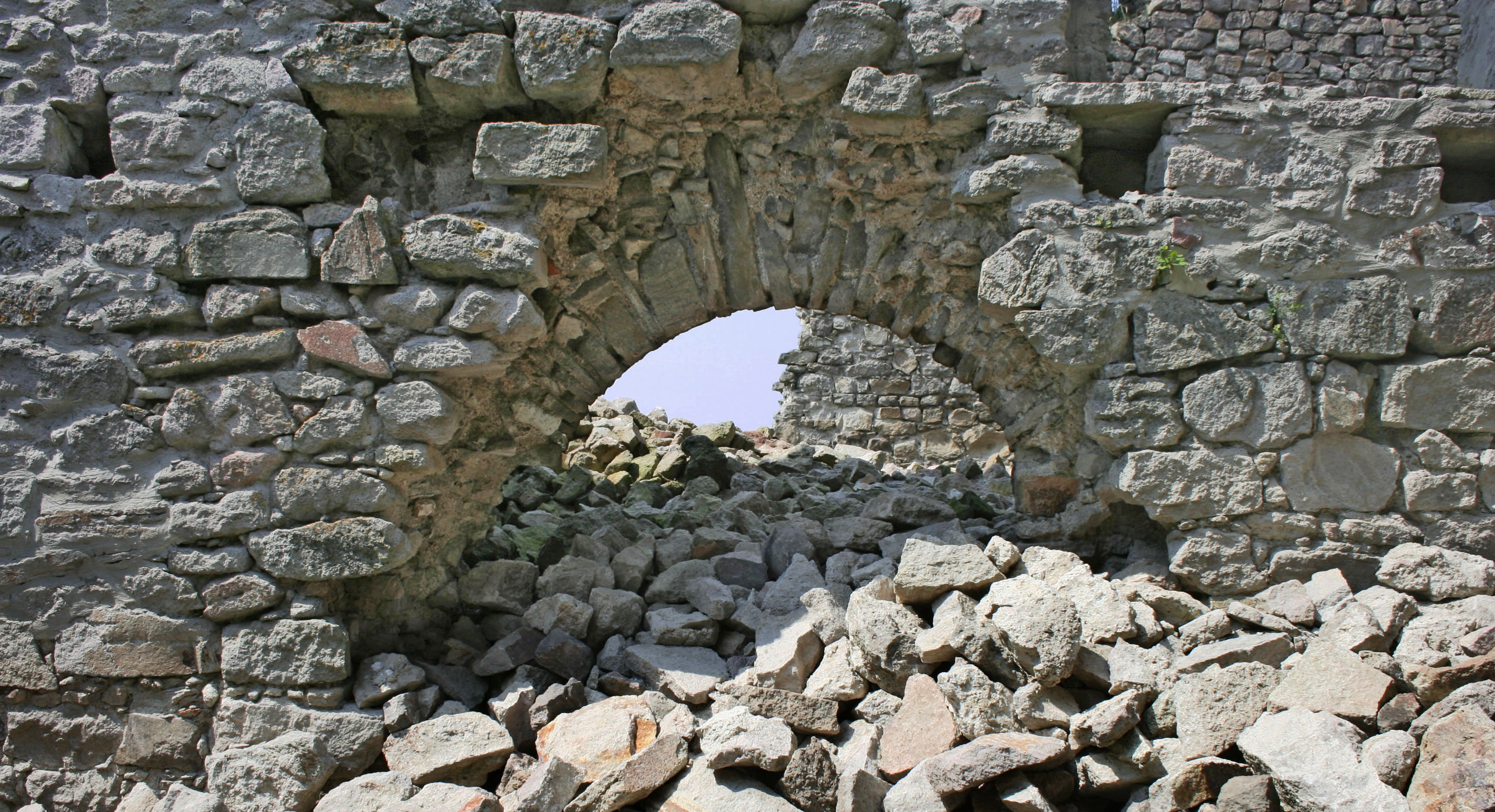
Helyenként még a kőomlás az úr
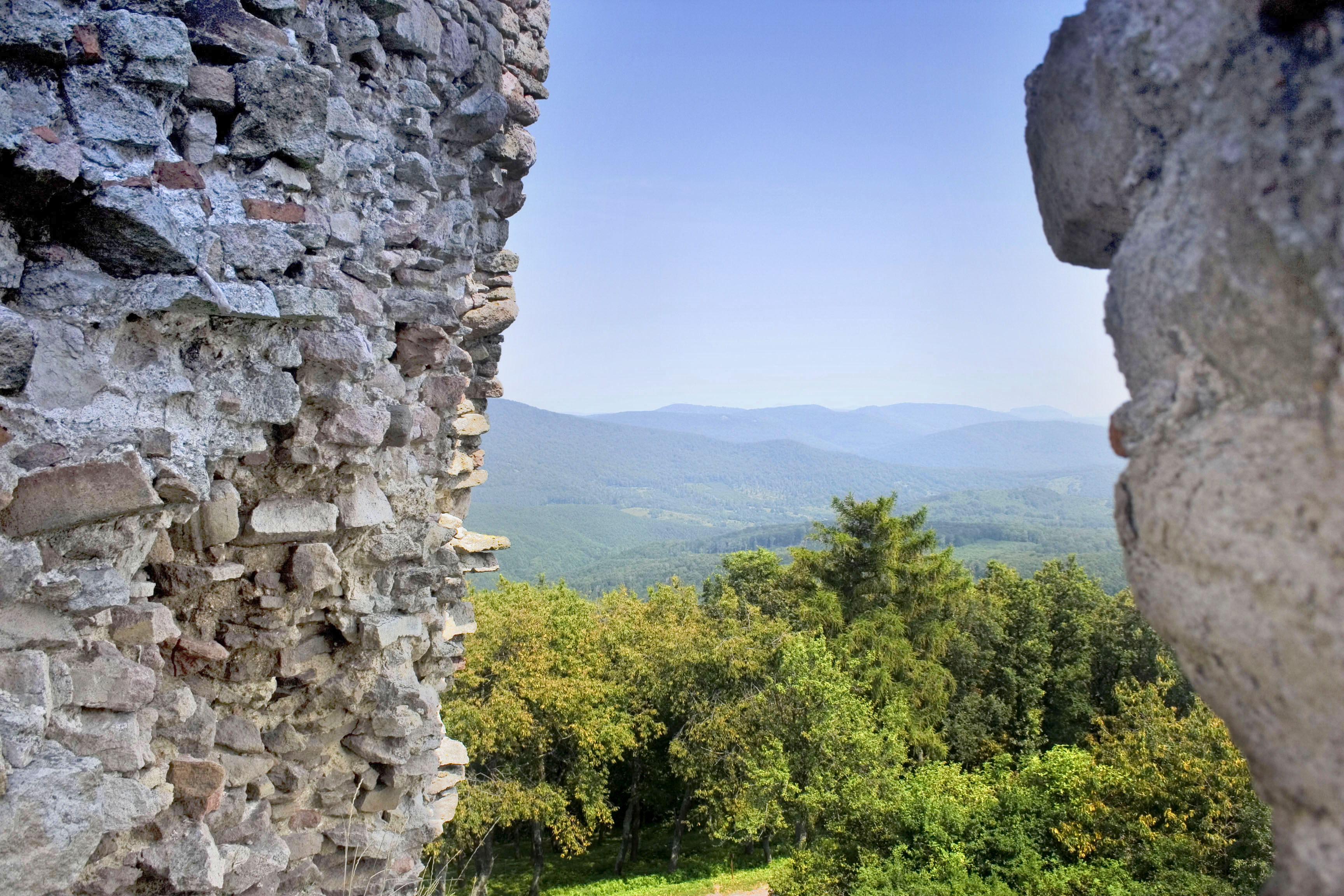
Kilátás az északi torony 2,4m vastag falai közül